# Wapen van Bentheim
Het wapen van Bentheim is het symbool van het voormalige graafschap Bentheim en het Huis Bentheim (Götterswick).

## Het stamwapen van Bentheim (voor 1500)

Graafschap Bentheim

Het zegel bestaat uit negentien gouden penningen of kogels (deze worden in de officiële beschrijving als "beslag" vermeld) die geplaatst zijn in de verhouding 4, 5, 4, 3, 2, 1. Het oude wapen bestond uit een schild met hele penningen. Rond 1500 werd het schild gewijzigd. In de tweede rij een penning gehalveerd, om als twee helften toegevoegd te worden. Het wapen is nog altijd op deze wijze in gebruik. Het bestaat sinds 1500 uit zeventien plus twee halve gouden penningen in een rood veld. De plaatsing van de penningen is op de eerste rij 4, tweede rij; 3 hele en 2 halve, derde rij 4; de volgende rijen 3, 2 en 1. De gehalveerde penningen staan met hun snijdingsvlak naar de schildrand gekeerd, zonder de rand aan te raken.

## Het wapen van Bentheim onder het huis Götterswick

Bentheim (1421-1454)
Heerlijkheid Götterswick

Het graafschap Bentheim werd oorspronkelijk geregeerd door graven uit het huis Bentheim-Holland. Na het uitsterven van dit huis in erfden de heren van Götterswick in oktober 1421 het kasteel en graafschap.

## Het wapen van Bentheim na de verwerving van Steinfurt

Bentheim (1454-1589)
Bentheim
Graafschap Steinfurt
Heerlijkheid Wevelinkhoven

De eerste graaf van Bentheim uit het huis Götterswick, Everwijn I, was gehuwd met Mathilde van Steinfurt. Mathilde erfde in 1451 de heerlijkheid Steinfurt. In 1476 stond Hendrik IV van Gemen de heerlijkheid Wevelinghoven (bij Grevenbroich)
af aan zijn schoonzoon Arnold II van Bentheim. Deze heerlijkheid was niet zelfstandig, maar was onderdeel van het keurvorstendom Keulen.

## Het wapen van Bentheim na 1589

Hartschild

Bentheim na 1589
Hoofdschild

Bentheim
Graafschap Tecklenburg
Graafschap Lingen
Graafschap Steinfurt
Graafschap Limburg

- Hartschild

Heerlijkheid Wevelinkhoven
Heerlijkheid Rheda
Graafschap Hoya
Heerlijkheid Alpen
Heerlijkheid Linnep
Heerlijkheid Heppendorf

Onder graaf Arnold III werd het bezit sterk uitgebreid. In 1562 erfde hij via zijn moeder het graafschap Tecklenburg. Met dit graafschap verbonden waren aanspraken op het graafschap Lingen en het bezit van de heerlijkheid Rheda en 2 ambten van het graafschap Hoya. Door zijn huwelijk kwam hij in het bezit van het graafschap Limburg en de heerlijkheden Alpen, Linnep en Heppendorf. Limburg was niet zelfstandig, maar viel onder het graafschap Mark. De drie heerlijkheden vielen onder het keurvorstendom Keulen. Na de dood van Arnold III werden zijn gebieden verdeeld onder zijn vijf zonen.

## Het wapen van Bentheim-Steinfurt na 1694

Bentheim-Steinfurt na 1694
Heerlijkheid Batenburg

Ten gevolge van het huwelijk van graaf Ernst van Bentheim-Steinfurt met Isabella Justina van Hoorne kwam de heerlijkheid Batenburg in het bezit van Bentheim-Steinfurt. Het hartschild werd toen uitgebreid met het wapen van Batenburg.